# Americans for the Arts
Americans for the Arts est une organisation à but non lucratif qui agit pour promouvoir les arts et les intérêts des artistes aux États-Unis. Elle définit sa mission comme étant d'offrir à chaque Américain la possibilité de participer et d'accéder à toutes les formes d'arts. Chaque année, l'organisation décerne les National Arts Awards qui sont des distinctions destinées à honorer des artistes et des mécènes. Elle constitue « le principal lobby culturel aux États-Unis. » Elle tente de faire pression sur le Congrès américain ou des stars de cinéma sur les problèmes tels que la commercialisation de la culture, le manque de financement des musées, théâtres, ballets, etc.
Americans for the Arts a été fondée en 1996 lorsque la National Assembly of Local Arts Agencies (NALAA) et l'American Council for the Arts (ACA) ont fusionné. Actuellement Robert L. Lynch assure les fonctions de président et de Chief executive officer. Son bureau se trouve à Washington, D.C.. Le budget de l'organisation est de 16 millions de dollars par an ; en 2005, elle compte quelque 100 000 activistes sur le terrain et fédère 5 000 association et relais culturels.
Les actions de l'organisation sont diverses : lobbying auprès des hommes politiques, campagnes publicitaires, appel au dons et à la philanthropie.

### Source
- Frédéric Martel, De la culture en Amérique, Paris, Gallimard, 2006,  (ISBN 2070779319)